# Pulmonoscorpius kirktonensis
Pulmonoscorpius kirktonensis  (лат.) — гигантский ископаемый вид скорпионов из семейства Centromachidae, живший в палеозойской эре. Обнаружен в отложениях каменноугольного периода (East Kirkton Limestone Formation, Brigantian; 336,0—326,4 млн лет) в Шотландии (Великобритания).

## Описание
Гигантский скорпион, общий размер крупных особей которого достигал (судя по отдельным фрагментам) 70 см. Основное описание сделано на основании мелких ювенильных особей размером от 13 мм до 230 мм. Вид был впервые описан в 1994 году британским палеонтологом Эндрю Джерамом (Andrew J. Jeram, Geology Department, Ulster Museum, Белфаст, Северная Ирландия, Великобритания). Родовое название Pulmonoscorpius происходит от двух слов, латинского pulmonis (длинный) и греческого skorpios (скорпион). Видовой эпитет P. kirktonensis происходит от имени места обнаружения типовой серии (East Kirkton, Шотландия).